# 工業哀歌バレーボーイズ
『工業哀歌バレーボーイズ』（こうぎょうあいかバレーボーイズ）は、村田ひろゆきによる日本の漫画作品。『週刊ヤングマガジン』（講談社）にて1989年から2006年まで連載された。2008年時点で単行本全50巻の累計売上は1500万部を突破している。
本作品の続編である『好色哀歌 元バレーボーイズ』が『週刊ヤングマガジン』にて2006年から2011年まで連載された。「好色哀歌」の続編である『バ令和ボーイズ』は『ヤンマガWeb』にて2020年9月から同年11月まで連載された。

## 概要
発行部数100万部以上を誇る青年漫画誌『週刊ヤングマガジン』において、足かけ18年に渡り連載された。ヤンキー3バカトリオの赤木・宮本・谷口がバレーボールに恋に明け暮れる姿を描くが、バレーボールをする描写はごく初期のみ。
偏差値30台のバカの巣窟、埼玉県立朝沼工業高校、通称「沼工」に通う赤木、宮本、谷口の3バカトリオ。頭の中は女の子とのHしかない3人であるが、現実は油まみれの灰色の高校生活を送っていた。男子校で、しかも工業高校でたった一度の青春を棒に振りたくないという一心で、モテたいために既に存在するバレーボール部に対抗して「第2バレーボール部」を作ってしまう。
しかし中盤以降バレーボールの話はほぼ無い。

## 登場人物
赤木 駿
本作の主人公。沼工3バカトリオの1人。身長166cm。モテたいがために『第2バレーボール部』を設立、部室は3バカトリオが溶接で作り上げた。当初は灰色の高校生活を送っていたが、本人の努力（?）により次第に何人かの女をエッチ友達にするように。男性経験（男2人に掘られた）有り。自宅は鉄工所を営んでおり、自室は外の階段から2階に上がれるため、女を連れ込んでも両親にばれないせいか、よく自室でエッチをしている。エッチが上手なのでなぜかモテまくる
宮本
沼工3バカトリオの1人で、背が高く、チョビヒゲを生やしている。身長178cm。他の友人2人よりはまともで、一時期女にモテていたが、虎子と交際した後は恋色がダウンしてしまう。家庭の事情により一人暮らしをしていたが、虎子と同棲するようになる。虎子のことは迷惑に思っているものの、それなりの情や好意は抱いている。
なぜか宮本だけは名前の設定が無い。
谷口 剛志
沼工3バカトリオの1人で、赤木同様背が小さく、貧乏人。身長163cm。母親と小学生の弟の幸男、妹の福美と暮らしている。暇さえあればオナニーをしている。オナニーは床に伸ばしたトイレットペーパーに射精して飛距離を測るという変則的な方法でしている。3バカトリオで一番もてないことがコンプレックスとなっている。一時期、髪型がパンチパーマからスキンヘッド、モヒカン刈りなどコロコロ変わっていた。
谷口の母親も同じくオナニー好き。
森口 マユミ
皐月女子高校でバレーボール部。赤木に恋心を寄せているが、自身の高身長（177cm）が災いして、赤木からは基本的に敬遠されている。エッチばかりの赤木に呆れつつも一途に想い続けるなど、その気持ちは本物である。泥酔して勃起したまま熟睡していた赤木相手に処女を捧げたが、赤木は気づいていないようだ。
和美
皐月女子のバレーボール部。マユミとは友達。酒が入ると淫乱な性格になる。偶然に偶然が重なり、谷口にマン拓を取られる。
ミーコ
皐月女子のバレーボール部。ショートカットが特徴。エッチの際に爪を立てる悪癖が有り、赤木は何度も背中を傷だらけにされながらもエッチに励んだ。
友野 陽子
名青高校（偏差値69）の小悪魔的存在。美人で巨乳だが、性格は悪く、傲慢で高飛車。ヒゲを生やした男性が好み。3バカトリオ全員とエッチをしたことがある数少ない登場人物で、谷口にはアナル処女を奪われた。共学の高校であるにも関わらず、宏美や虎子とエッチの話をして周囲の男子生徒を引かせていることが多い。
川原 宏美
名青高校のアイドル。陽子の親友で、松井の彼女。松井には青姦で処女を奪われた。最初は清純だったが、陽子の影響か、徐々にエッチなキャラクターに変貌していった。
猪熊 虎子
名青高校生。ブスでデブで淫乱だが、家庭的で働き者で腕っ節も強い。かつては荒れていたが、一念発起して勉学に励み更生した過去がある。宮本に想いを寄せている。親が株で失敗したため、家や畑を手放さなければならないほどの多額の借金を抱えてしまう。そのため高校を退学し、叔父の家で農作業を手伝っていたが、両親に背中を押され宮本のもとへ戻る。一時期赤木の家の鉄工所で溶接の仕事をしていた。
ユカ (加藤 由香)
赤木のエッチ友達の女子高生。よく赤木の家に無断で入り込み、赤木の帰りを待つ。Tバックのパンティを愛用する。
松井 俊彦
沼工のバレーボール部の部長だったが、モテたいがために『第2バレーボール部』に移籍した。他の登場人物と違い、電気科に在籍。宏美とは付き合っている。体の成長とともにデカチンになってしまい、日本の女に相手されなくなったことがきっかけで、しばらくアメリカ留学をしていた。
星野 薫
沼工の生徒で、ゲイ。沼工3バカトリオの友人。赤木のことが好きで、学力的に入れたであろう高校を蹴ってまで赤木を追い、沼工に入学した。身長160cm。家庭環境が複雑で、姉がレスビアン、父がオカマ、母がオナベ。連載当初は「ゲイ」だと言うことを除けばまともだったが、ストーリーが進むにつれ変態行為が加速してしまい、谷口にフェラチオを噛まされてしまう。同じく赤木のことを好きなマユミのことを応援している。
行田
沼工の第2バレーボール部。建築科に在籍。沼高入試で2浪したうえ何度か留年したため、既に20歳を過ぎている筋金入りのバカ。他校の不良からも「あのバカに関わると碌なことがない」と恐れられている。
北本
沼工の第2バレーボール部。行田同様に留年している。通称『建築科のダブリトリオ』。
吹上
沼工の第2バレーボール部。行田、北本同様に留年している。
河井
名青高校のバレーボール部で、イケメン。赤木たちとは何度か対立している。バレーボールの話題が出なくなって以降は登場しなくなるが、最終回にて再登場を果たす。
れい子
谷口と一度だけ関係を持った女。チンピラの彼氏がいる。
西島 サヤカ
市内高校の女子バレーボール部主将（県大会ベスト4）。松井の中学校時代の同級生で、松井は彼女がバレーボールをやっていたのをきっかけに始める。と同時に松井にとっては初恋の女性である。ただ、松井に誤って石につまづいた勢いでブルマーの股間に接吻される、名青vs.沼工の試合の際にも同じく松井に誤って椅子の脚につまづいた勢いでスカートを破られてパンティの下半身を丸出しにされる、等で皆の前で恥をかかされる苦労人である。松井のこれらの破廉恥行為は、彼女の高校との練習試合を断られただけですなく、宏美からの別れ話を持ちかけられる原因ともなっている。
田山
沼工の教師。教師のクセにスケベであるが、赤木たちの良き理解者。妻と娘がおり、家庭を大切にしている。朝起きられない妻に代わり、娘の弁当を作ったりしている。なお、妻の顔は虎子に似ている。バレーボール部顧問だが、これは試合等で他校の女性教諭とお知り合いになれるという下心を抱いていた為。
赤木 軍司
赤木の父で、鉄工所を経営。息子以上のドスケベで、駿の女友達に勃起したポコチンを押し付けるなどのセクハラをしょっちゅうしている。女癖が悪く、何度も隠し子疑惑に悩まされたためか、妻には頭が上がらない。
赤木 銀子
軍司の妻。スナックのママ。部屋に女を連れ込んだ駿にビールと一緒にコンドームを差し入れるなど気が利く一面も。駿がエッチを始めると母屋から夫と様子を見守りながら夫に迫る。なお16歳の時に駿を出産している。
谷口の母
谷口の母。夫と死別後に夫が残した借金の返済のために工事現場で働く。

## 書誌情報
- 村田ひろゆき 『工業哀歌バレーボーイズ』 講談社〈ヤンマガKCスペシャル〉、全50巻
  1. 1989年7月12日発売[2]、ISBN 4-06-102157-5
  2. 1990年4月13日発売[3]、ISBN 4-06-102201-6
  3. 1991年3月5日発売[4]、ISBN 4-06-102258-X
  4. 1991年7月30日発売[5]、ISBN 4-06-102284-9
  5. 1992年3月2日発売[6]、ISBN 4-06-323321-9
  6. 1992年9月1日発売[7]、ISBN 4-06-323349-9
  7. 1993年1月5日発売[8]、ISBN 4-06-323371-5
  8. 1993年3月31日発売[9]、ISBN 4-06-323391-X
  9. 1993年8月2日発売[10]、ISBN 4-06-323415-0
  10. 1993年12月2日発売[11]、ISBN 4-06-323437-1
  11. 1994年4月4日発売[12]、ISBN 4-06-323457-6
  12. 1994年6月28日発売[13]、ISBN 4-06-323475-4
  13. 1994年10月28日発売[14]、ISBN 4-06-323496-7
  14. 1995年3月3日発売[15]、ISBN 4-06-323522-X
  15. 1995年7月3日発売[16]、ISBN 4-06-323545-9
  16. 1995年11月2日発売[17]、ISBN 4-06-323564-5
  17. 1996年4月3日発売[18]、ISBN 4-06-323585-8
  18. 1996年7月3日発売[19]、ISBN 4-06-336604-9
  19. 1996年11月2日発売[20]、ISBN 4-06-336628-6
  20. 1997年3月4日発売[21]、ISBN 4-06-336651-0
  21. 1997年7月2日発売[22]、ISBN 4-06-336667-7
  22. 1997年10月3日発売[23]、ISBN 4-06-336690-1
  23. 1998年2月4日発売[24]、ISBN 4-06-336717-7
  24. 1998年5月6日発売[25]、ISBN 4-06-336735-5
  25. 1998年9月2日発売[26]、ISBN 4-06-336755-X
  26. 1999年1月5日発売[27]、ISBN 4-06-336774-6
  27. 1999年4月3日発売[28]、ISBN 4-06-336792-4
  28. 1999年8月4日発売[29]、ISBN 4-06-336817-3
  29. 1999年11月02日発売[30]、ISBN 4-06-336837-8
  30. 2000年4月4日発売[31]、ISBN 4-06-336859-9
  31. 2000年7月4日発売[32]、ISBN 4-06-336877-7
  32. 2000年10月4日発売[33]、ISBN 4-06-336897-1
  33. 2000年12月22日発売[34]、ISBN 4-06-336917-X
  34. 2001年4月4日発売[35]、ISBN 4-06-336938-2
  35. 2001年8月7日発売[36]、ISBN 4-06-336959-5
  36. 2001年11月2日発売[37]、ISBN 4-06-336991-9
  37. 2002年3月4日発売[38]、ISBN 4-06-361021-7
  38. 2002年8月2日発売[39]、ISBN 4-06-361051-9
  39. 2002年12月4日発売[40]、ISBN 4-06-361091-8
  40. 2003年5月1日発売[41]、ISBN 4-06-361129-9
  41. 2003年9月3日発売[42]、ISBN 4-06-361180-9
  42. 2003年12月5日発売[43]、ISBN 4-06-361180-9
  43. 2004年4月6日発売[44]、ISBN 4-06-361220-1
  44. 2004年7月6日発売[45]、ISBN 4-06-361246-5
  45. 2004年10月6日発売[46]、ISBN 4-06-361269-4
  46. 2005年3月4日発売[47]、ISBN 4-06-361306-2
  47. 2005年6月6日発売[48]、ISBN 4-06-361335-6
  48. 2005年9月6日発売[49]、ISBN 4-06-361367-4
  49. 2005年12月26日発売[50]、ISBN 4-06-361409-3
  50. 2006年4月6日発売[51]、ISBN 4-06-361433-6
- 村田ひろゆき 『好色哀歌 元バレーボーイズ』 講談社〈ヤンマガKCスペシャル〉、全17巻

- 村田ひろゆき 『バ令和ボーイズ』 講談社〈ヤンマガKCスペシャル〉、2021年2月5日発売[52]、ISBN 978-4-06-522287-4

## 実写版
- 1992年に徳間ジャパンコミュニケーションズより実写ビデオ化。
- 2006年にオリジナルDVD「赤木篇」、「宮本篇」、「谷口篇」がリリース。
- 2008年11月22日に映画「工業哀歌バレーボーイズ THE MOVIE」が公開。

### オリジナルビデオ版

#### スタッフ
- 監督 - 天現寺ヒロオ
- 脚本 - 葉山陽一
- 音楽 - 羽毛田丈史

#### キャスト
- 赤木駿 - 佐藤望（デンジャラス）
- 宮本 - 賀川黒之助（幕末塾）
- 谷口剛士 - シンゾー（コロンボ）
- 陽子 - あいだもも
- こずえ - 盛本真理子
- 宏美 - 日高はるみ
- 田山 - なぎら健壱
- 河井 - 水島新太郎
- 松井 - デンゾー（コロンボ）
- 赤木達の同級生 - 春一番、安田和博（デンジャラス）、みつまJAPAN'（当時は「三津間小太郎」）
- 赤木の母 - 横須賀昌美
- 赤木の父 - 笑福亭笑瓶

### オリジナルDVD版

#### スタッフ
- 製作 - USEN、メガディー
- 脚本 - 石河修
- 監督 - 広崎哲也
- 音楽 - 松本章（赤犬）
- 主題歌 - 衝和ショッキング 「俺達の日々」
- 音楽協力 - ユーズミュージック、ゲートレコーズ
- エグゼクティブプロデューサー - 高垣佳典、畑野和夫
- プロデュース - 赤木聡、栗村実、小高勲
- 制作協力 - 真空間
- 制作 - ナインマイルズ

#### キャスト
- 赤木駿 - 松本実
- 宮本 - 阿川竜一
- 谷口剛士 - やべきょうすけ
- 怜子 - 矢部美穂
- マユミ - 中村優
- 和美 - 滝ありさ
- 陽子 - 高木加織
- 虎子 - 岡村多加江
- 宏美 - 星野飛鳥
- 松井 - 平塚真介
- 星野 - にわつとむ
- 河井 - 小林且弥
- 怜子の彼氏 - 小沢和義
- 田山 - 山本竜二

### 劇場版

#### スタッフ
- 配給 - クロックワークス
- 製作 - 栗村実、小高勲
- 脚本 - 増本庄一郎
- 音楽 - 松本章（赤犬）
- 監督 - 高明

#### キャスト
- 赤木駿 - 松本実
- 谷口剛士 - やべきょうすけ
- 宮本 - 阿川竜一
- マユミ - 中村優
- 虎子 - 岡村多加江
- 松井 - 平塚真介
- 星野 - にわつとむ
- 早川のり子 - 西村みずほ
- 鷹田 - 森本のぶ
- 雷太 - 勝矢
- 風太 - 西興一朗

## アニメ版
工業哀歌バレーボーイズ OVA　1997年東宝より発売
- 工業哀歌バレーボーイズ OVA (1997) Vol.1
  - 第1話「青春は油まみれ」
  - 第2話「遠征! 乙女の花園」
  - 第3話「沼工生エレジー」

### スタッフ
- 総監督 - 湯山邦彦
- 監督・絵コンテ - 箕ノ口克己
- 脚本 - 戸田博史
- キャラクターデザイン・総作画監督 - 遠藤栄一
- 作画監督 - 小林一三
- 美術監督 - 西倉力
- 撮影監督 - 神山茂男
- 音響監督 - 三間雅文
- 音楽 - 斉藤恒芳
- 演出 - 野間吐晶
- タイトル - マキ・プロ
- アニメーション制作 - J.C.STAFF、スタジオマーチ
- 制作 - パステル
- 現像 - 東京現像所
- 製作 - 東宝、東北新社、オービー企画
- 主題歌
  - オープニングタイトル - 文句あるのか！（作詞 - 山槻花梨・作曲 - 斉藤恒芳・歌 - 吉田幸司）
  - エンディングタイトル - YOU CAN MAKE IT IF YOU TRY（作詞 - 山岡紗希・作曲 - 斉藤恒芳・歌 - 吉田幸司）

### キャスト
- 赤木駿 - 林延年
- 宮本 - 石井康嗣
- 谷口剛士 - 高木渉
- 星野薫 - うえだゆうじ（上田祐司）
- 松井俊彦 - 中村大樹
- 田山 - 渡部猛
- 森口マユミ - 紗ゆり
- リョウ子 - 松本梨香
- 和美 - 根谷美智子
- 芝田 - 藤原啓治
- 美紀 - 白鳥由里
- 北本 - 中嶋聡彦
- 吹上 - 安井邦彦
- 行田 - 長嶝高士